# Totò
Totò, Antonio Focas Flavio Angelo Ducas Comneno De Curtis di Bisanzio Gagliardi művészneve (Nápoly, 1898. február 15. – Róma, 1967. április 15.) olasz színész, költő, forgatókönyvíró.

## Élete
Nápoly Sanità negyedében született Anna Clemente és Giuseppe De Curtis házasságon kívüli kapcsolatából. Apja a kezdetekben nem ismerte el sajátjának. Az apa hiánya olyannyira meghatározta életét, hogy 1933-ban már ismert színészként örökbe fogadtatta magát Francesco Maria Gagliardi Focas márkival, akinek ezért havi juttatást fizetett.

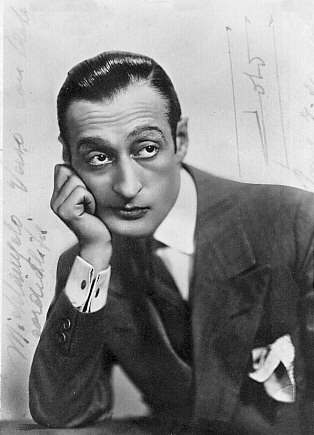
Totò az 1920-as évek végén

A Cimino gimnáziumban tanult, de soha nem érettségizett le. Anyja papnak szánta, de Totòt már fiatal korában jobban érdekelte a művészvilág, és elkezdett színészkedni, kezdetben családi előadásokon, majd külvárosi színpadokon.
1922-ben anyjával együtt Rómába költözött, ahol kisebb szerepekhez jutott, majd Giuseppe Jovinelli, a Teatro Ambra Jovinelli igazgatója felfedezte. Itt Totò már nagyobb szerepeket kapott, a közönség is megkedvelte. Ezután a Teatro Sala Umberto társulatához szerződött.
1925-től egész Olaszországban kezdett ismertté válni színházakban és varietékben nyújtott alakításaival.
1935-ben elvette Diana Bandini Lucchesini Roglianit, akitől 1933-ban leánya született (Liliana De Curtis).
1937-ben apja végre jogilag is elismerte.
Totò 1930-ban találkozott először a mozival, de az akkor készült filmből (Il ladro disgraziato) csupán a meghallgatások felvételei maradtak fenn.
Az igazi mozipremiert a Fermo con le mani! című film jelentette, mivel első filmes próbálkozásai még nem hozták meg a közönségsikert.
Totò aranykora 1947 és 1952 közé esik, mind a színházban, mind a mozikban. Ezek főleg a korszak aktuális problémáit, a feketegazdaságot, a második világháború utáni szegénységet, az újgazdagok témáját dolgozták fel.
Éppen amikor szakmájában legnagyobb sikereit aratta, magánéletében problémák léptek fel. Felesége, Diana, akitől 1939-ben Magyarországon vált el (Itáliában még három évtizedig nem tehette volna), de akivel továbbra is egy fedél alatt lakott, megismerkedett egy ügyvéddel, és feleségül ment hozzá. Leánya szintén férjhez ment (apja akarata ellenére), így Totò egyedül maradt, és belevetette magát a munkába. Ekkoriban több filmet is forgatott Carlo Ponti és Dino De Laurentiis rendezőkkel.
1952-ben megismerte Franca Faldini színésznőt, aki Totò élete végéig együtt maradt vele, de sohasem házasodtak össze. Kapcsolatukból egy fiú született, aki azonban születése után néhány órával meghalt.

### Szembetegsége
1956-ban Totò utoljára lépett fel színházban. Ebben az időben végleg megbetegedett, látása komolyan károsult. Chorioretinitis, azaz az érhártya és az ideghártya együttes gyulladása támadta meg, és jobb szeme retinájának középső részén teljesen elvesztette a látását. Csak a szeme oldalsó részén látott (mint egy párás üvegen át). Emellett húsz évvel korábban már elvesztette látását másik szemére is, egy rosszul sikerült operáció következtében. Az orvosi kezelésnek köszönhetően látása javult, de folyamatosan sötét szemüveget kellett viselnie.

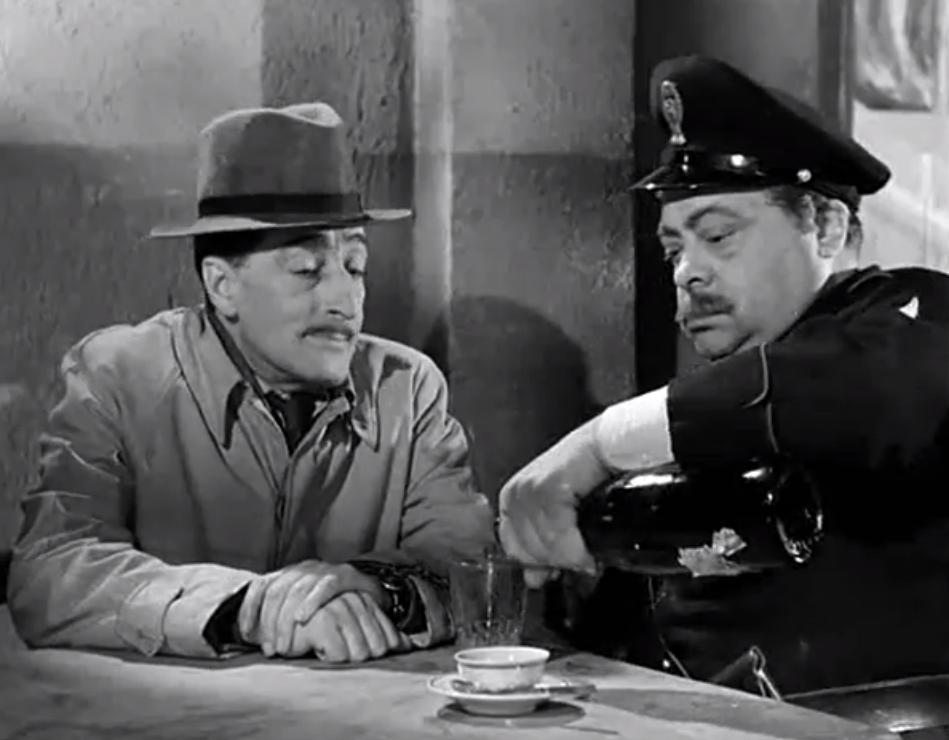
Aldo Fabrizivel a Rendőrök és tolvajok című filmben (1951)

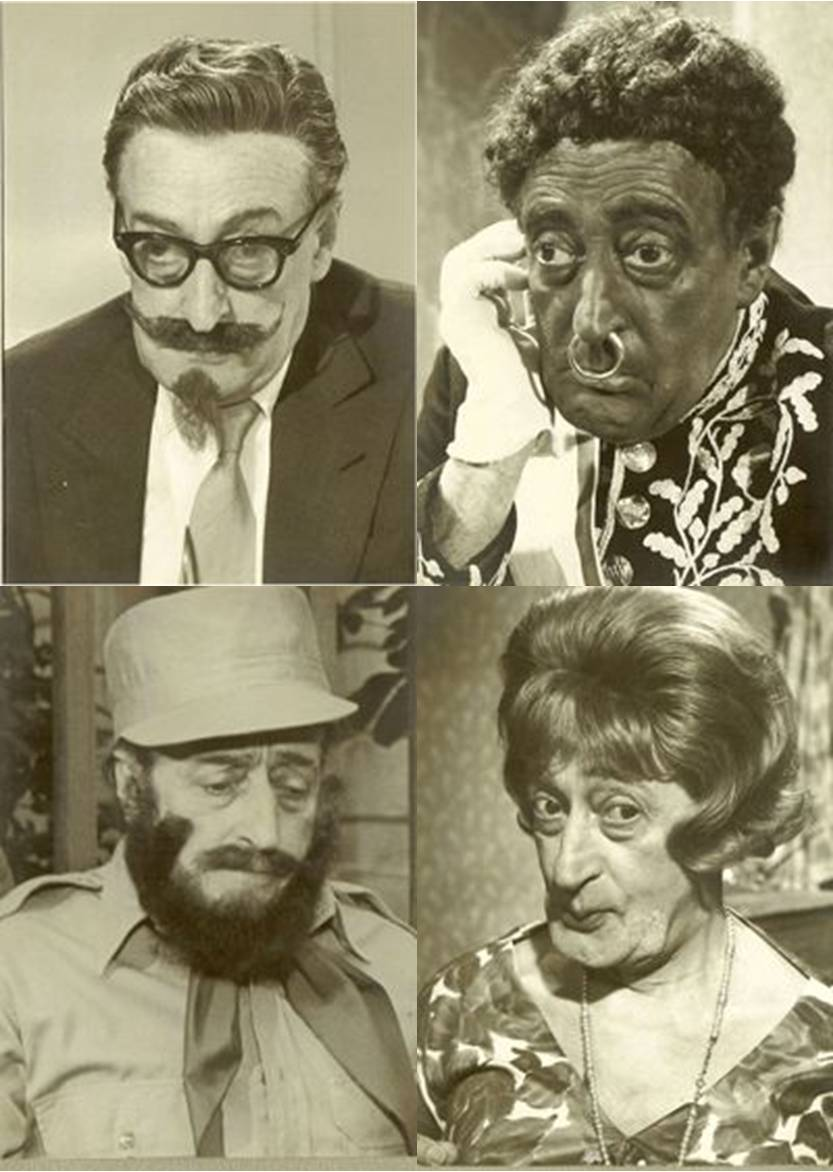
Totò négy különböző szerepében, 1961-es Totòtruffa '62 című filmjében

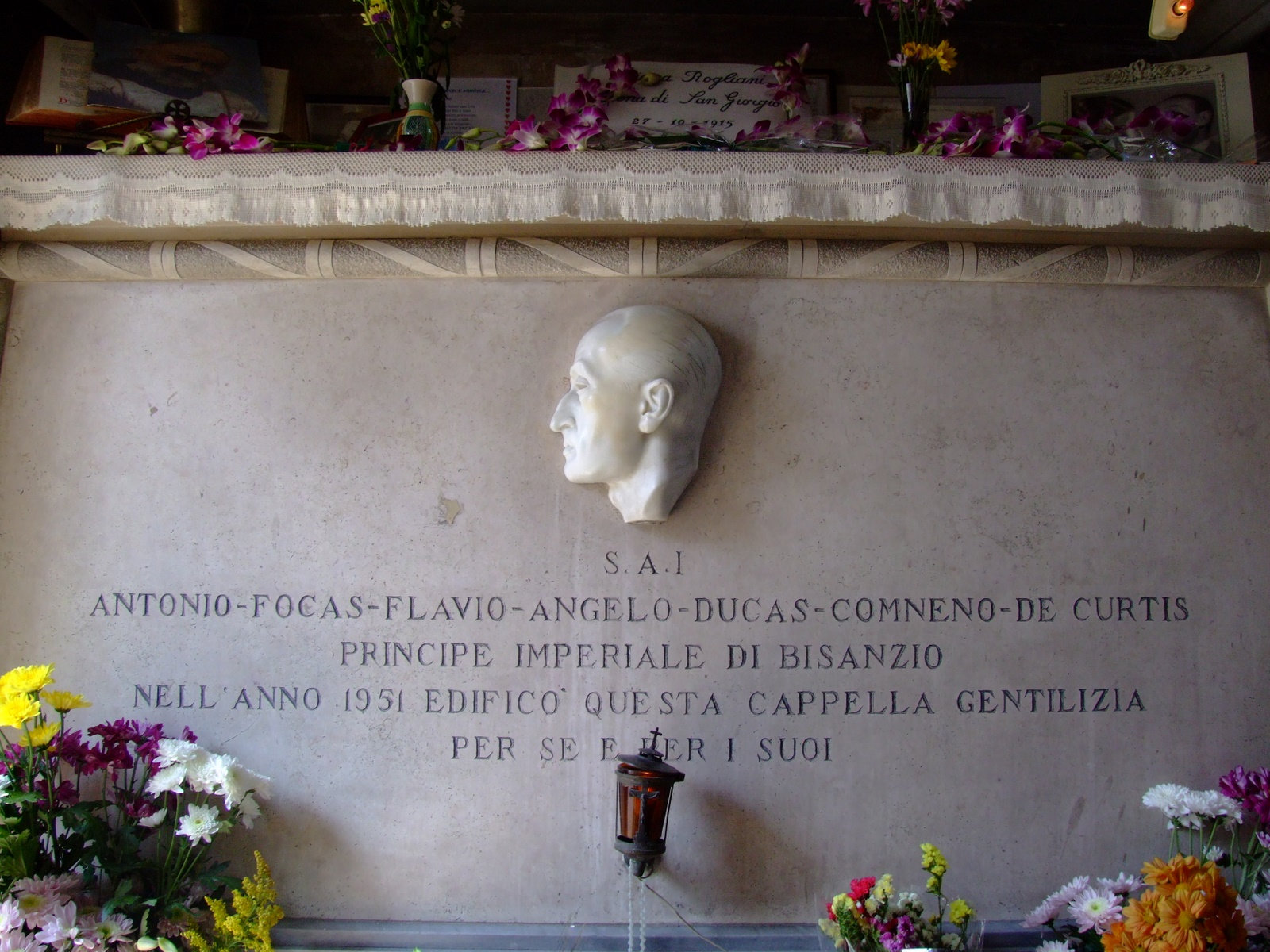
Totò sírja Nápolyban

### Hirtelen halála
Totò otthonában halt meg, 1967. április 15-én, hajnali 3.25-kor, 69 évesen, szívinfarktus következtében.

## Filmjei
1937 és 1967 között 98 filmet forgatott, majdnem mindet főszereplőként.
- Fermo con le mani!, rendezte Gero Zambuto (1937)
- Animali pazzi, rendezte Carlo Ludovico Bragaglia (1939)
- San Giovanni decollato, rendezte Amleto Palermi (1940)
- L’allegro fantasma, rendezte Amleto Palermi (1941)
- Due cuori fra le belve, a háború után címe Totò nella fossa dei leoni, rendezte Giorgio Simonelli (1943)
- Il ratto delle Sabine, a háború után címe Il professor Trombone, rendezte Mario Bonnard (1945)
- I due orfanelli, rendezte Mario Mattòli (1947)
- Lámpaláz az arénában, rendezte Mario Mattòli (1948)
- Totò al giro d'Italia, rendezte Mario Mattòli (1948)
- I pompieri di Viggiù, rendezte Mario Mattòli (1949)
- Yvonne la nuit, rendezte Giuseppe Amato (1949)
- Toto lakást keres - Totò cerca casa, rendezte Steno és Mario Monicelli (1949)
- Totò le Mokò, rendezte Carlo Ludovico Bragaglia (1949)
- L’imperatore di Capri, rendezte Luigi Comencini (1949)
- Toto feleséget keres - Totò cerca moglie, rendezte Carlo Ludovico Bragaglia (1950)
- Napoli milionaria, rendezte Eduardo De Filippo (1950)
- Figaro qua, Figaro là, rendezte Carlo Ludovico Bragaglia (1950)
- Le sei mogli di Barbablù, rendezte Carlo Ludovico Bragaglia (1950)
- Tototarzan, rendezte Mario Mattòli (1950)
- Totò sceicco, rendezte Mario Mattòli (1950)
- 47 morto che parla, rendezte Carlo Ludovico Bragaglia (1950)
- Totò terzo uomo, rendezte Mario Mattòli (1951)
- Sette ore di guai, rendezte Vittorio Metz e Marcello Marchesi (1951)
- Rendőrök és tolvajok - Guardie e ladri, rendezte Steno és Mario Monicelli (1951)
- Totò e i re di Roma, rendezte Steno e Mario Monicelli (1951)
- Totó színesben, rendezte Steno (1952)
- Hol a szabadság?, rendezte Roberto Rossellini (1952)
- Totò e le donne, rendezte Steno e Mario Monicelli (1952)
- L’uomo, la bestia e la virtù, rendezte Steno (1953)
- Un turco napoletano, rendezte Mario Mattòli (1953)
- Una di quelle, rendezte Aldo Fabrizi (1953)
- Il più comico spettacolo del mondo, rendezte Mario Mattòli (1953)
- Questa è la vita,, rendezte Luigi Zampa (1954)
- Miseria e nobiltà, rendezte Mario Mattòli (1954)
- Tempi nostri, rendezte Alessandro Blasetti (1954)
- I tre ladri, rendezte Lionello De Felice (1954)
- Bolondok doktora, rendezte Mario Mattòli (1954)
- Totò cerca pace, rendezte Mario Mattòli (1954)
- Nápoly aranya, rendezte Vittorio De Sica (1954)
- Totò a pokolban, regia di Camillo Mastrocinque (1955)
- Totò e Carolina, rendezte Mario Monicelli (1955)
- Siamo uomini o caporali?, rendezte Camillo Mastrocinque (1955)
- Racconti romani, rendezte Gianni Franciolini (1955)
- Destinazione Piovarolo, rendezte Domenico Paolella (1955)
- Il coraggio, rendezte Domenico Paolella (1955)
- La banda degli onesti, rendezte Camillo Mastrocinque (1956)
- Toto hagyja vagy rádupláz (Totò lascia o raddoppia?), rendezte Camillo Mastrocinque (1956)
- Totò, Peppino e la… malafemmina, rendezte Camillo Mastrocinque (1956)
- Toto, Peppino és a törvényenkívüliek (Totò, Peppino e i fuorilegge), rendezte Camillo Mastrocinque (1956)
- Totò, Vittorio e la dottoressa, rendezte Camillo Mastrocinque (1957)
- Totò e Marcellino, rendezte Antonio Musu (1958)
- Totò, Peppino e le fanatiche, rendezte Mario Mattòli (1958)
- Aranylábak, rendezte Turi Vasile (1958)
- Ismeretlen ismerősök (I soliti ignoti), rendezte Mario Monicelli (1958)
- Totò a Parigi, rendezte Camillo Mastrocinque (1958)
- A törvény az törvény, rendezte Christian-Jaque (1958)
- Totò nella luna, rendezte Steno (1958)
- Totò, Eva e il pennello proibito, rendezte Steno (1959)
- I tartassati, rendezte Steno (1959)
- A tolvajok, rendezte Lucio Fulci (1959)
- Arrangiatevi!, rendezte Mauro Bolognini (1959)
- La cambiale, rendezte Camillo Mastrocinque (1959)
- Noi duri, rendezte Camillo Mastrocinque (1960)
- Az Úr a pokolban is Úr, rendezte Mario Mattòli (1960)
- Totò, Fabrizi e i giovani d'oggi, rendezte Mario Mattòli (1960)
- Letto a tre piazze, rendezte Steno (1960)
- Risate di gioia, rendezte Mario Monicelli (1960)
- Chi si ferma è perduto, rendezte Sergio Corbucci (1960)
- A kegyelmes úr mégis marad, rendezte Mario Mattòli (1961)
- Totò, Peppino e…la dolce vita, rendezte Sergio Corbucci (1961)
- Totòtruffa 62, rendezte Camillo Mastrocinque (1961)
- A két őrmester, rendezte Sergio Corbucci (1962)
- Totò diabolicus, rendezte Steno (1962)
- Totò contro Maciste, rendezte Fernando Cerchio (1962)
- Totò e Peppino divisi a Berlino, rendezte Giorgio Bianchi (1962)
- Lo smemorato di Collegno, rendezte Sergio Corbucci (1962)
- Totò di notte n. 1, rendezte Mario Amendola (1962)
- A két ezredes, rendezte Steno (1962)
- Il giorno più corto, rendezte Sergio Corbucci (1963)
- Totò contro i quattro, rendezte Steno (1963)
- A monzai barát, rendezte Sergio Corbucci (1963)
- Le motorizzate, rendezte Marino Girolami (1963)
- Totò e Cleopatra, rendezte Fernando Cerchio (1963)
- Totò sexy, rendezte Mario Amendola (1963)
- Gli onorevoli, rendezte Sergio Corbucci (1963)
- Il comandante, rendezte Paolo Heusch (1964)
- Totò contro il pirata nero, rendezte Fernando Cerchio (1964)
- Hová lett Toto baby?, rendezte Paolo Heusch (1964)
- Le belle famiglie, rendezte Ugo Gregoretti (1964)
- Arábiai Totò, rendezte Paolo Heusch (1965)
- Gli amanti latini, rendezte Mario Costa (1965)
- Mandragóra, rendezte Alberto Lattuada (1965)
- Rita, la figlia americana, rendezte Piero Vivarelli (1965)
- Madarak és ragadozó madarak, rendezte Pier Paolo Pasolini (1966)
- San Gennaro kincse, rendezte Dino Risi (1966)
- Boszorkányok, rendezte Pier Paolo Pasolini (1967)
- Capriccio all'italiana rendezte Pier Paolo Pasolini (1967)

### Forgatókönyvíróként
- Bolondok doktora (1954) rendezte Mario Mattoli
- Totò a pokolban (1955) rendezte Camillo Mastrocinque
- Siamo uomini o caporali? (1955) rendezte Camillo Mastrocinque
- Il coraggio (1955) rendezte Domenico Paolella
- A két őrmester (1961) rendezte Sergio Corbucci

## Versei
| - ’A livella - Ricunuscenza - A mundana - Dick - Zuoccole, tammorre e femmene - Si fosse n'auciello - Ngiulina - Balcune e lloggie - Ll'ammore - Uocchie ca mme parlate - A statuetta - A cunzegna - Ammore perduto | - 'A nnammurata mia - Core analfabeta - E ccorna - O schiattamuorto - Felicità - A vita - Il fine dicitore - Bianchina - E pezziente - A speranza - Il cimitero della civiltà - Sarchiapone e Ludovico - L'indesiderabile |

## Fordítás
- Ez a szócikk részben vagy egészben  a   Totò című olasz Wikipédia-szócikk fordításán alapul.  Az eredeti cikk szerkesztőit annak laptörténete sorolja fel. Ez a jelzés csupán a megfogalmazás eredetét és a szerzői jogokat jelzi, nem szolgál a cikkben szereplő információk forrásmegjelöléseként.